# Улица Новотетёрки
Улица Новотетёрки — улица, расположенная в Восточном административном округе города Москвы в южной части района Новогиреево.

## История
Ранее была дорогой в деревне Новотетёрки. Позже вошла в территорию города Перова.

В 1960 году улица вошла в состав города Москвы, а 26 августа 1960 года получила официальное название — улица Новотетёрки.

В настоящее время — это промышленный проезд к Кусковскому заводу консистентных смазок РЖД и станции Кусково.

## Расположение
Улица Новотетёрки проходит от 2-й Владимирской улицы до Полимерной, и имеет с данными улицами пересечения, а также пересекает Перовскую улицу.

## Здания и сооружения
Всего по улице Новотетёрки зарегистрировано 3 дома .
По нечётной стороне:
- Дом 1 — Специализированная детско-юношеская спортивно-техническая школа МГО «РОСТО» по автоспорту.
- Дом 1, строение 10 — пост охраны школы МГО «РОСТО».

По чётной стороне:
- Дом 2 — Многоэтажный кирпичный гараж. Строительство до настоящего времени полностью не завершено [6][7].
- Дом 8 — Физкультурно-оздоровительный комплекс в восьмиэтажном здании[8].

## Инфраструктура и предприятия
Главным предприятием на улице Новотетёрки является Кусковский завод консистентных смазок. Ранее в восточной части улицы работал Кусковский химический завод. Однако предприятие снесено в июне 2012 года  и на его месте ведется строительство жилого комплекса «Большое Кусково» (в соответствии с постановлением Правительства Москвы № 952-ПП от 30 октября 2007 г.)

По улице расположены гаражные кооперативы МГСА № 229 и ГСК «Кусковец» (в восточной части улицы).

## Транспорт

### Автобусное движение
На улице Новотетёрки транспортное сообщение есть в северной части (на участке между Полимерной и Перовской улицами). 
На Перовской улице рядом с перекрёстком с улицей Новотетёрки имеется 3 остановки городского наземного транспорта — «Улица Новотетёрки».

На остановке транспорта, следующего в сторону Второй Владимирской улицы останавливаются автобусы с676, 254, 620, 787, а также т53 (следующий к станции метро «Таганская»)

На остановке транспорта, следующего в сторону платформы «Новогиреево» останавливаются автобусы с676, 254, 620.

Остановка автобуса т53 (следующего к пл. «Новогиреево») расположена отдельно, напротив дома № 63.
На самой улице останавливается только автобус с676 рядом с платформой Кусково и возле жилого комплекса.

### Метрополитен
Ближайшая станция метро — «Перово» Калининской линии Московского метрополитена. До станции — 1,18 км . Также в 1,4 км от северного конца улицы располагается станция метро «Новогиреево» Калининской линии.

### Железнодорожное сообщение
В южной части улицы Новотетёрки располагается проход к пассажирским платформам станции Кусково. Также через железнодорожные пути от Новотетёрок до Рассветной алееи проложен пешеходный мост.